# Gospel Hill
Gospel Hill é um filme norte-americano de 2008, realizado e produzido por Giancarlo Esposito.

## Elenco
- Adam Baldwin - Carl Herrod
- Angela Bassett - Sarah Malcolm
- Tom Bower - Jack Herrod
- Chris Ellis - L. Don Murray
- Giancarlo Esposito - Dr. Palmer
- Danny Glover - John Malcolm
- Samuel L. Jackson - Paul Malcolm
- Taylor Kitsch - Joel Herrod
- RZA - Lonnie
- Julia Stiles - Rosie
- Nia Long - Ms. Parker